# Acción del 30 de octubre de 1762
La Acción del 30 de octubre de 1762 fue una batalla naval menor que se libró en el Estrecho de San Bernardino frente a la costa de Manila ocupada por los británicos en las Filipinas entre dos barcos de la Royal Navy y un barco español; el barco de 60 cañones de la línea HMS Panther al mando del capitán Hyde Parker y la fragata HMS Argo al mando de Richard King capturaron el galeón del tesoro español Santísima Trinidad, fuertemente armado.

## Antecedentes
El Santisima Trinidad era un gran barco construido en 1750 en Manila con 60 cañones y en ese momento el galeón de Manila más grande jamás construido. Fue construido para el comercio en el Pacífico entre las colonias españolas. El 3 de septiembre de 1762 el Trinidad partió del puerto de Cavite en las Filipinas españolas hacia Acapulco en el México español con un cargamento de objetos de valor. Sin embargo, debido a los vientos contrarios, nunca abandonó el estrecho de San Bernardino hasta finales de septiembre. En la noche del 2 al 3 de octubre, una tormenta, posiblemente la cola de un tifón, derribó los mástiles de proa y mayor y se decidió regresar a Cavite bajo una plataforma de jurado. Sin que la compañía de barcos lo supiera, España y Gran Bretaña estaban en guerra ya que España se había unido al bando francés. Como resultado, un grupo de trabajo de la Compañía Británica de las Indias Orientales de la India había capturado Manila justo cuando Trinidad había salido del puerto.

## Batalla
Cuando ''Trinidad'' pasó por el estrecho de San Bernardino, el HMS Panther y el HMS Argo pronto la descubrieron y alcanzaron al barco español. Siguió una acción con ''Argo'' y ''Panther'' concentrando su fuego en los mástiles y aparejos. Para asombro de Parker, los disparos de ''Panther'' causaron muy poca impresión en la madera dura del galeón. Sin embargo, ''Trinidad'' pronto quedó discapacitado y no pudo maniobrar quedó destrozado. A pesar de esto, ''Trinidad''logró oponer una fuerte resistencia y continuó durante un total de 2 horas, pero el barco estaba abarrotado para su tamaño de casi 800 tripulantes, infantes de marina, civiles y su gran carga. De hecho, tenía menos de la mitad de las armas necesarias para luchar. Pronto el comandante español se dio cuenta de que cualquier nueva resistencia era inútil y se rindió poco después. El costo para los españoles fue de 18 muertos y 10 heridos y 750 capturados, mientras que las bajas británicas fueron 35 muertos y 37 heridos.

## Consecuencias
La carga se valoró en $ 1,5 millones y el barco en $ 3 millones. El galeón finalmente fue desguazado.